# Valeuil
Valeuil is een plaats en voormalige gemeente in het Franse departement Dordogne in de regio Nouvelle-Aquitaine en telt 409 inwoners (2008). De plaats maakte deel uit van het arrondissement Périgueux. Na de aanpassing van de arrondissementsgrenzen vanaf 2017 door het arrest van 30 december 2016 behoort zij tot het arrondissement Nontron.

## Geschiedenis
De gemeente maakte deel uit van het kanton Champagnac-de-Belair totdat dit op 22 maart 2015 werd opgeheven en de gemeenten werden opgenomen in het kanton Brantôme. Op 1 januari 2019 werd de gemeente opgenomen in de 2 jaar daarvoor gevormde commune nouvelle Brantôme en Périgord.

## Geografie
De oppervlakte van Valeuil bedraagt 18,9 km², de bevolkingsdichtheid is 21,6 inwoners per km².
De onderstaande kaart toont de ligging van Valeuil met de belangrijkste infrastructuur en aangrenzende gemeenten.

## Demografie
Onderstaande figuur toont het verloop van het inwonertal.
Brantôme · Cantillac · Eyvirat · La Gonterie-Boulouneix · Puy-de-Fourches · Saint-Crépin-de-Richemont · Saint-Julien-de-Bourdeilles · Sencenac · Valeuil